# Skörolsmyran
Skörolsmyran är ett naturreservat i Leksands kommun i Dalarnas län.
Området är naturskyddat sedan 2007 och är 11 hektar stort. Reservatet består av myren med detta namn och kringliggande gammal tallskog och barrblandskog.